# Stads- en Godshuispolder

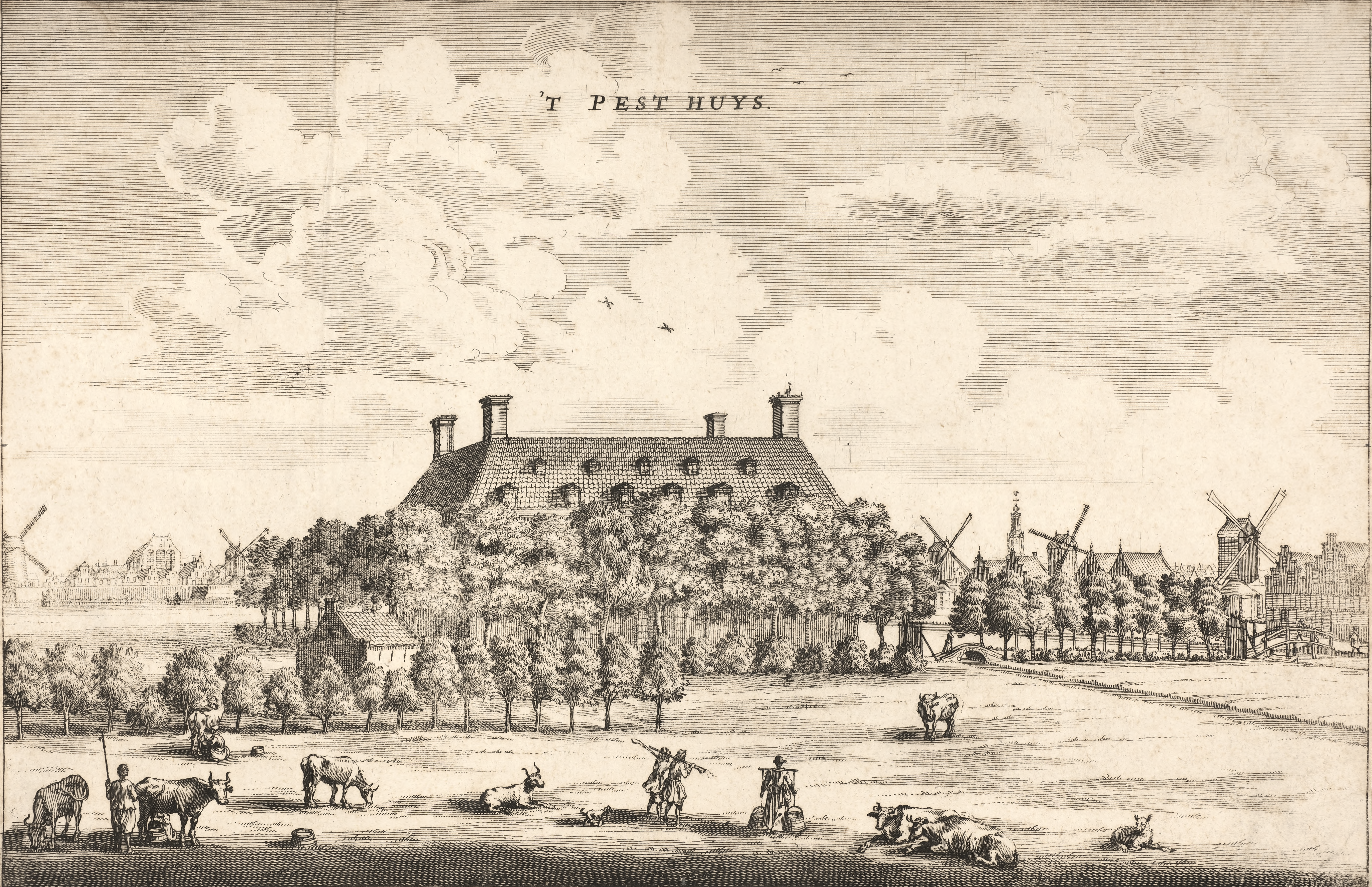
't Pesthuys (Buitengasthuis) met de hoofdingang aan de Heiligeweg (rechts). Ca. 1663.

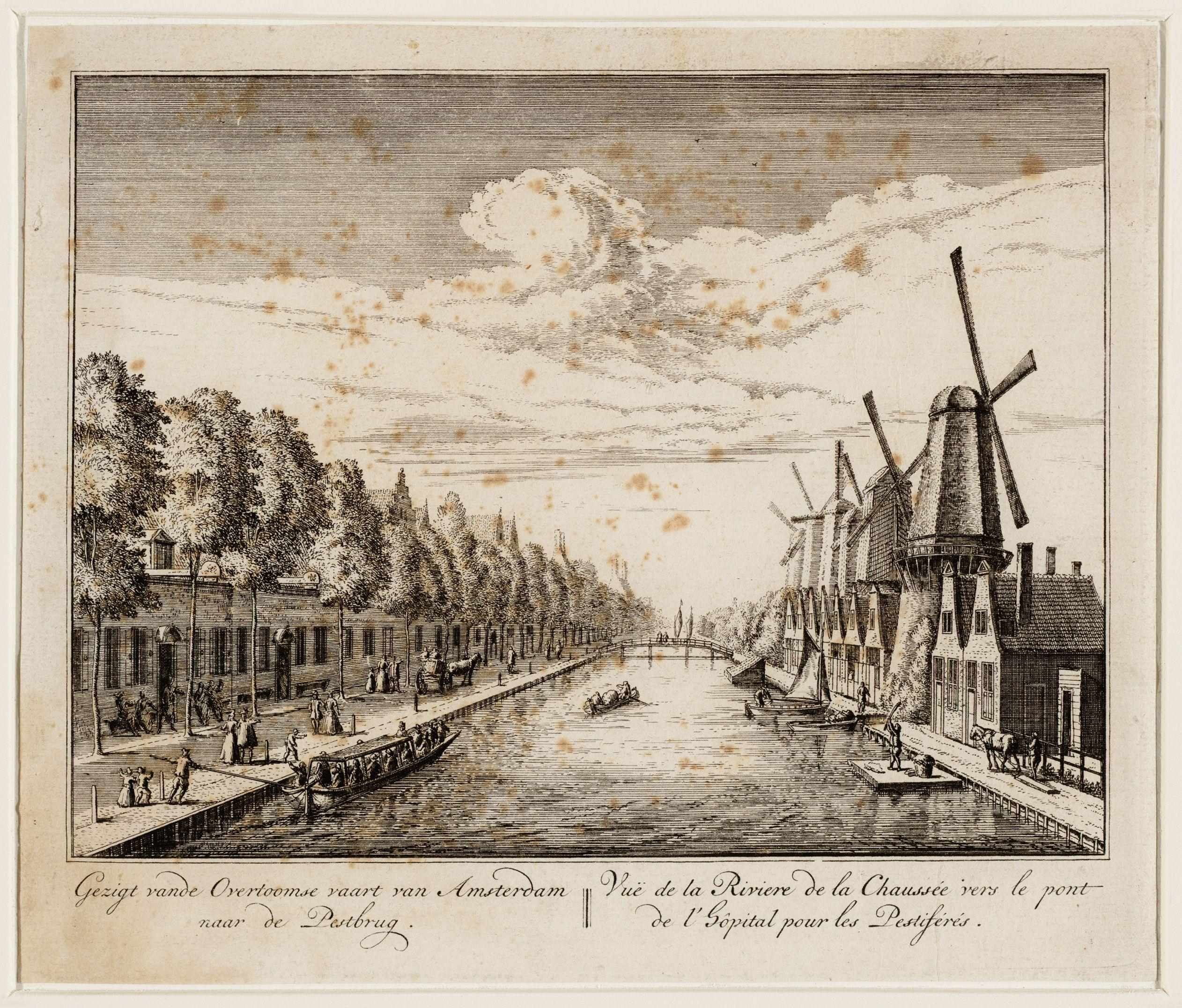
De Overtoomsevaart in Amsterdam gezien in de richting van de Pestbrug. Van rechts naar links de molens: "de Rosenboom", "de Vier Winden", "de Spinner", "de Lelie", "het Jagt" (Het Hoornse Jagt) en "de Wolf"; 1730.

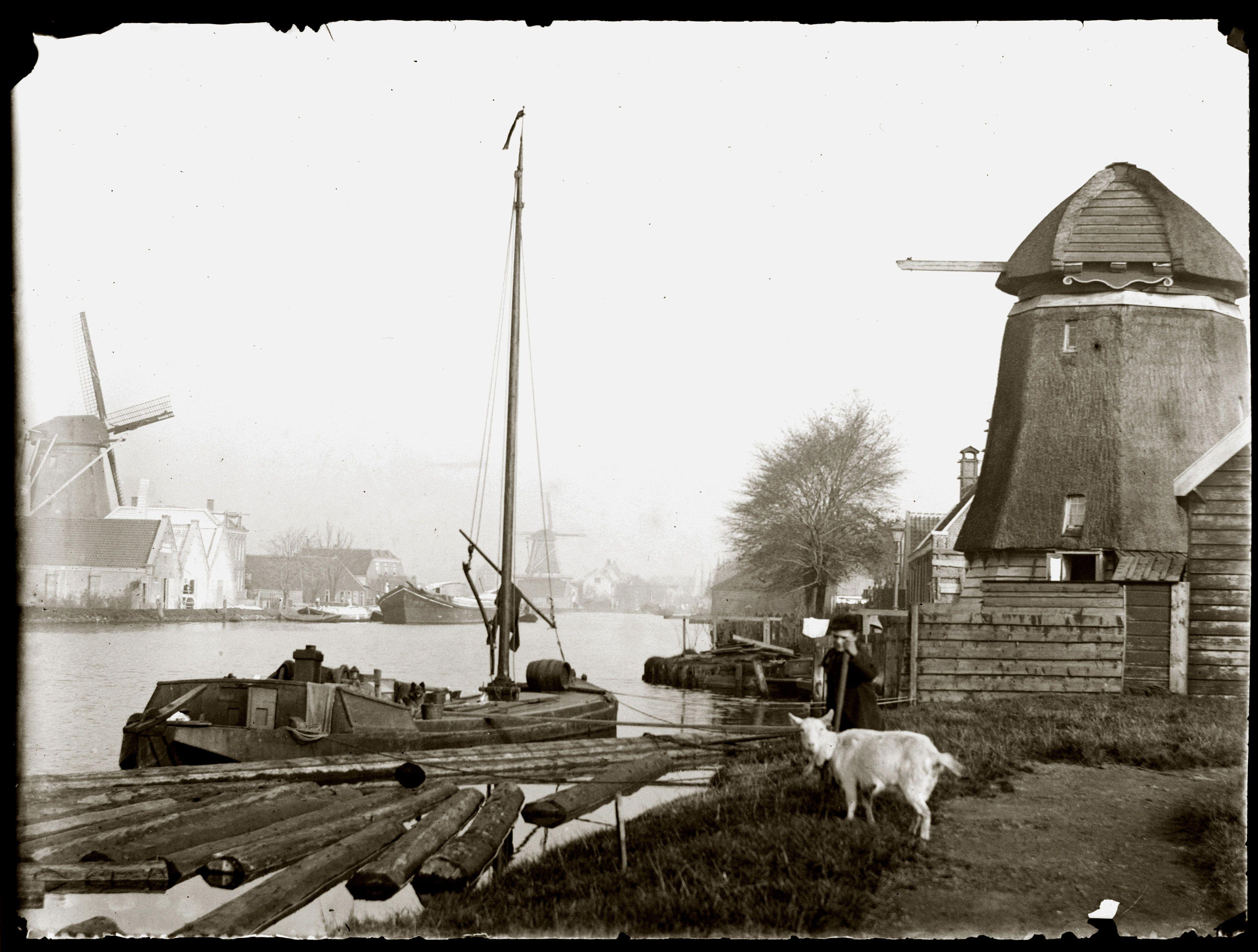
Rechts de romp van de molen van de Stads- en Godshuispolder aan de Kostverlorenvaart. Links industriemolen 'de Eendracht', in het midden krijtmolen 'de Hoop'. Foto: Jacob Olie; 1890.

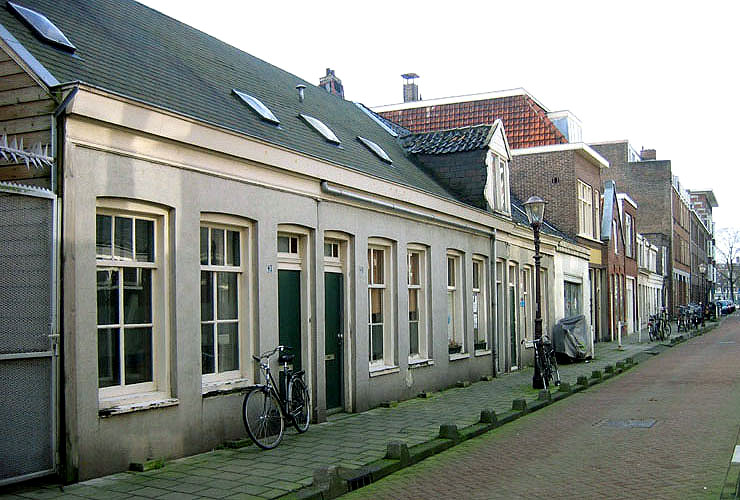
De lage huisjes op het lage polderniveau herinneren in de Bellamybuurt nog aan de vroegere Stads- en Godshuispolder.

De Stads- en Godshuispolder is een voormalige polder in Amsterdam-West, die aan het einde van de 19e en begin van de 20e eeuw werd bebouwd en sindsdien deel van de stad is, nu bekend als Oud-West. De huidige Bellamybuurt is een overblijfsel van een buurtschap gelegen in de polder, dit ligt ook nog gedeeltelijk op het oude polderniveau.
Het gebied ten westen van de Amstel werd in de 12e tot 13e eeuw in cultuur gebracht. In het noordwesten werd het gebied begrensd door de in 1413 gegraven Kostverlorenwetering, op de grens van Sloten (Rijnland) en Nieuwer-Amstel (Amstelland). Vanaf de 14e eeuw werd dit gebied in deze omgeving doorsneden door de 'Heiligeweg', een pelgrimsroute vanuit het zuidwesten naar de 'Heilige Stede' aan de Kalverstraat. Langs deze weg werd een vaart gegraven de Heiligewegsevaart.
Nadat het veenweidegebied tussen de Amstel en de Heiligewegsevaart in 1634 was ingericht tot polder (de Binnendijkse Buitenvelderse polder), werd het land ten noorden van de Heiligewegsevaart in 1636 als polder ingericht en heette sindsdien Stads- en Godshuispolder. Dit gebied lag tussen de Heiligewegsevaart (Overtoomsevaart), de Kostverlorenvaart, de Korte en Lange Bleekersloot (thans De Clercqstraat) en de Singelgracht. Delen van het gebied bleven echter buiten de polder, waaronder het Pesthuis, de Kwakerspoel (met diverse zaagmolens) en een deel van de latere Bellamybuurt. Het gebied ten noorden van de Lange Bleekerssloot bleef boezemland.
De organisatie van de polder zou bestaan uit vier polder- of molenmeesters die samen het polderbestuur vormden. Hiervoor in aanmerking kwamen afgevaardigden van de belangrijkste grondeigenaren: één der thesaurieren der stad Amsterdam of haar landmeter, één der regenten van het Amsterdamse Burgerweeshuis, het gasthuis en het leprozenhuis, plus nog twee ingelanden, meestal ook Amsterdammers.
Er werd besloten de voorgenoemde landen te bekaden, een wetering te graven en met een watermolentje dat aan de Kostverlorenvaart stond de polder te bemalen. In 1654 werd deze vervangen door nieuwe grote scheprad-poldermolen. Al in 1689 werd de molen voorzien van een vijzel. Als gevolg van stormschade werd de molen in 1882 buiten dienst gesteld en onttakeld, de restanten werden verbouwd tot stoomgemaal, dat dienst deed tot 1908, het restant in 1911 gesloopt.
Na de aanleg van de Derde Uitleg van Amsterdam (vanaf 1609) met het westelijk deel van de Grachtengordel werden diverse bedrijven die stankoverlast en/of gevaar voor de omgeving opleverden naar buiten de stad verplaatst. Een deel daarvan kwam langs in dit poldergebied te staan.
Het gebied viel juridisch grotendeels onder Nieuwer-Amstel maar de strook tussen de honderd gaarden (= 376 meter) grens en de Singelgracht viel juridisch onder de stad Amsterdam. De regenten van het Amsterdamse Burgerweeshuis bezaten hier de meeste stukken grond, inclusief de gronden die vanaf 1578 van o.a. het Kartuizerklooster Sint-Andries-ter-Zaliger-Haven) waren overgenomen.
Langs de noordelijke oever van de Heiligewegsevaart stonden molens, stokerijen en katoenfabriekjes, daarachter strekten de landerijen zich uit. Dat veranderde in de 17de eeuw toen zich ook in de polders voorzieningen voor industrie en recreatie vestigden.
Dit gebied kon in de 17e eeuw in drie stukken worden verdeeld: de bebouwing rondom de Pestbrug, dit was de brug naar het pesthuis (ter hoogte van de huidige Tweede Constantijn Huijgensstraat), de bebouwing tussen de Pestbrug en het einde van de vaart en de bebouwing aan het einde bij de overhaal bij de Overtoomse Buurt ('het Eiland').
Omdat het pesthuis binnen de Amsterdamse stadsmuren te klein werd, besloot het stadsbestuur om een nieuw pesthuis te bouwen buiten de stadswallen (Singelgracht). Aanvankelijk (ca. 1620) was dit ten zuiden van de Heiligeweg bij de huidige Palamedesstraat, maar toen dit ook weer vol raakte door de vele pestlijders in 1630 werd een nieuw en groot pesthuis (het Buitengasthuis) gebouwd ten noorden van de Heiligewegsevaart, dit werd in 1635 in gebruik genomen.
Vanaf de Heiligeweg liep een brug over de Heiligewegsevaart (de Pestbrug, latjesbrug of gasthuisbrug) via een laantje met bomen (de huidige Tweede Constantijn Huijgensstraat) naar de hoofdingang van het pesthuis. Op het terrein van het oude Pesthuis werd in 1894 het nieuwe Wilhelmina Gasthuis geopend. Het oude Pesthuis werd in 1937 afgebroken.
Tussen het Buitengasthuis en de Singelgracht stonden in de 17e eeuw drie molens en een aantal huizen. Tussen de Pesthuisbrug en de honderd gaardengrens stonden nog drie molens, in dit gebied dus zes in totaal. In de 18e eeuw waren in de omgeving van Amsterdam vele katoendrukkerijen, hiervan stonden er vier langs de Overtoomsevaart. Dit waren sterk vervuilende bedrijven, die zowel de lucht verziekten als het water vervuilden. Het nog schaars bebouwde land er achter werd gebruikt om de producten te bleken en te drogen.
Tussen de Pestbrug en het eind bij de Overtoom (het Eiland) lagen voornamelijk landerijen en hier een daar een huisje of een schuur. Dit was voornamelijk landelijk gebied.
Langs de Kostverlorenvaart stonden tot 1830 de raspmolens van het mannentuchthuis aan de Heiligeweg. Toen vanaf 1870 deze vaart onderdeel van de staandemastroute werd tussen de Nieuwe Meer en het IJ werden de oevers van kades voorzien. Langs de Stads- en Godshuispolder kamen de Tweede en Derde Kostverlorenkade. De Eerste Kostverlorenkade lag noordelijker.
De Overtoomse Vaart was eind 19e eeuw niet meer geschikt om als goed vaarweg te dienen. In 1880 kwam er een voorstel voor een parallel te maken vaart. In 1883 werd besloten om het Jacob van Lennepkanaal dwars door de Stads- en Godshuispolder te graven. De aanleg vond plaats tussen 1884 en 1888. Daarna kon de Overtoomsevaart in 1902 worden gedempt.

## De Bellamybuurt
De Bellamybuurt was de belangrijkste woonbuurt in de polder. Deze buurtschap lag in de uiterste noordpunt van de gemeente Nieuwer-Amstel, ingeklemd tussen Sloten en Amsterdam en had zich vanaf de 16e eeuw in een uithoek van het ambacht Nieuwer Amstel ontwikkeld.
In de periode rond 1720-1730 werden in dit buurtje door één eigenaar ruim 20 stukken land verkocht om er tuinen op aan te leggen en speelhuizen en buitenverblijven op te bouwen. De rest van de polder bleef voornamelijk bestaan uit weilanden en moestuinen o.a. voor het Amsterdams weeshuis.
Aan de Kostverlorenvaart ontstond de eerste kleinschalige industrie met de vestiging van diamantslijperijen, leerlooierijen, een ijzergieterij en houtzaagmolens. Maar ook andere bedrijven vestigden zich in de buurt zoals textiel, brood-, beschuit-, en cacaofabrikanten.
Rond 1870 was de Bellamybuurt een bedrijvig gebied met een bonte bevolking, bestaande uit kooplieden, winkeliers en kleine ambachtslieden, zoals leerlooiers, timmerlieden en leidekkers. Het gebied werd doorkruist met een stelsel van paden en sloten. Met de groei van de stad Amsterdam nam ook de behoefte aan woningen toe. Was er tot 1850 weinig bebouwing, daarna beginnen de straten langzaam vorm te krijgen. In 1896 volgde annexatie door Amsterdam.
Na 1870 begon Amsterdam sterk te groeien en kwamen er nieuwe volksbuurten buiten de Singelgracht. In de vroegere Stads- en Godshuispolder verrezen de Kinkerbuurt en de Helmersbuurt. Omstreeks 1910 was het hele poldergebied bebouwd met stedelijke bebouwing en is een deel van Oud-West. Alleen de gedeeltelijk op het oude polderniveau gelegen Bellamybuurt met zijn kleinschalige dorpse bebouwing herinnert nog aan de tijd van voor 1870.